# Nectandra colorata
Nectandra colorata är en lagerväxtart som beskrevs av Cyrus Longworth Lundell. Nectandra colorata ingår i släktet Nectandra och familjen lagerväxter. Inga underarter finns listade i Catalogue of Life.